# WISE 1541-2250
WISE 1541-2250 (fullständig beteckning WISEPA J154151.66−225025.2) är en ensam stjärna belägen i den södra delen av stjärnbilden Vågen. Den har en högsta skenbar magnitud av ca 20,99 (H) och kräver ett kraftfullt teleskop  med kamera för att kunna observeras. För närvarande (2014) är den mest exakta avståndsuppskattningen av WISE 1541−2250 en trigonometrisk parallax, publicerad 2014 av Tinney et al.: 0,1751 ± 0,0044 bågsekunder, motsvarande ett avstånd 5,71 ± 0,14 parsec, eller 18,6 ± 0,5 ljusår. Stjärnan har en egenrörelse på cirka 899 mas per år.
Objektet fick stor uppmärksamhet när dess upptäckt tillkännagavs 2011 och dess avstånd uppskattades till endast omkring 9 ljusår, vilket skulle ha gjort den till den närmaste bruna dvärgen som är känd. (För riktigt närliggande bruna dvärgar se till exempel Luhman 16, WISE 1506+7027, Epsilon Indi Ba, Bb eller UGPS 0722-05). Det är inte den bruna dvärgen av Y-typ som är längst bort från jorden. 

## Observation
WISE 1541−2250 upptäcktes 2011 från data som samlats in av Wide-field Infrared Survey Explorer (WISE) i infraröd våglängd av 40 cm, vars uppdrag varade från december 2009 till februari 2011. WISE 15041−22 har två upptäcktseapporter: Kirkpatrick (2011) och Cushing et al. (2011) med mestadels samma författare och publicerade nästan samtidigt.
Kirkpatrick et al. presenterade upptäckten av 98 bruna dvärgsystem med komponenter av spektraltyp M, L, T och Y, bland vilka ingick WISE 1541−2250.
Cushing et al. presenterade upptäckten av sju bruna dvärgar, en av T9.5-typen och sex av Y-typen, de första medlemmarna av Y-spektralklassen upptäcktes och spektroskopiskt bekräftade, inklusive en "arketypisk medlem" av Y-spektralklassen, WISE 1828+2650 och WISE 2501−2501. Dessa sju objekt är också de svagaste sju av 98 bruna dvärgar som presenteras av Kirkpatrick et al. (2011).

## Egenskaper

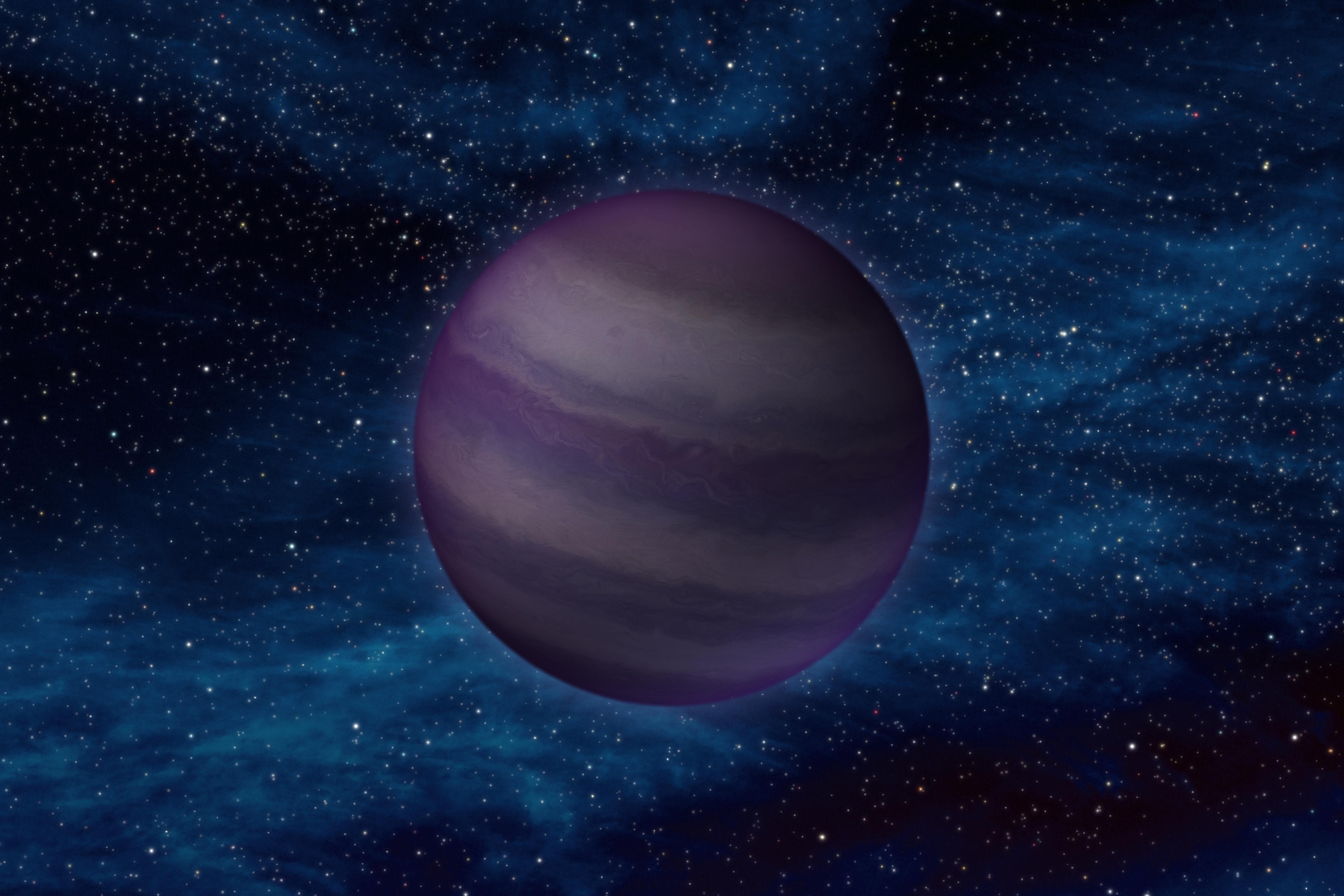
Artistens vison av en Y-dvärg

WISE 1541−2250 är bland de första kända exemplen på en brun dvärg av spektralklass Y, den kallaste spektralklassen av stjärnor, och har en temperatur på ca 350 K (cirka 77 °C). Dess spektralklass är Y0,5 (uppskattades från början som Y0). ' Modellering av WISE 1541−2250 har visat att det kan finnas vattenmoln i atmosfären hos denna bruna dvärg. Modeller kämpar dock för att reproducera spektrumet även med vattenmoln.